# Succès Masra
Succès Masra (en arabe : سوكسيه ماسرا) est un économiste et homme d'État tchadien, né le 30 août 1983, Premier ministre de janvier à mai 2024. En 2025, il est condamné à 20 ans de prison.

## Biographie

### Enfance, formation et débuts
Masra est né dans la région du Logone-Occidental et fait partie de l'ethnie Ngambaye (en), un sous-groupe des Saras habitant dans le sud du pays. Les Saras sont majoritairement chrétiens et animistes.
Il est formé au Tchad, au Cameroun et en France.
Il passe par l'université catholique d’Afrique centrale à Yaoundé, l'université catholique de Lille, Sciences-Po Paris, Harvard, Oxford, et il obtient enfin un doctorat en économie à la Sorbonne sur l’Afrique face aux défis de l’économie post-pétrole. Il soutient sa thèse en 2016.
Après plusieurs expériences dans le privé, Masra devient économiste pour la Banque africaine de développement (BAD).

### Carrière politique

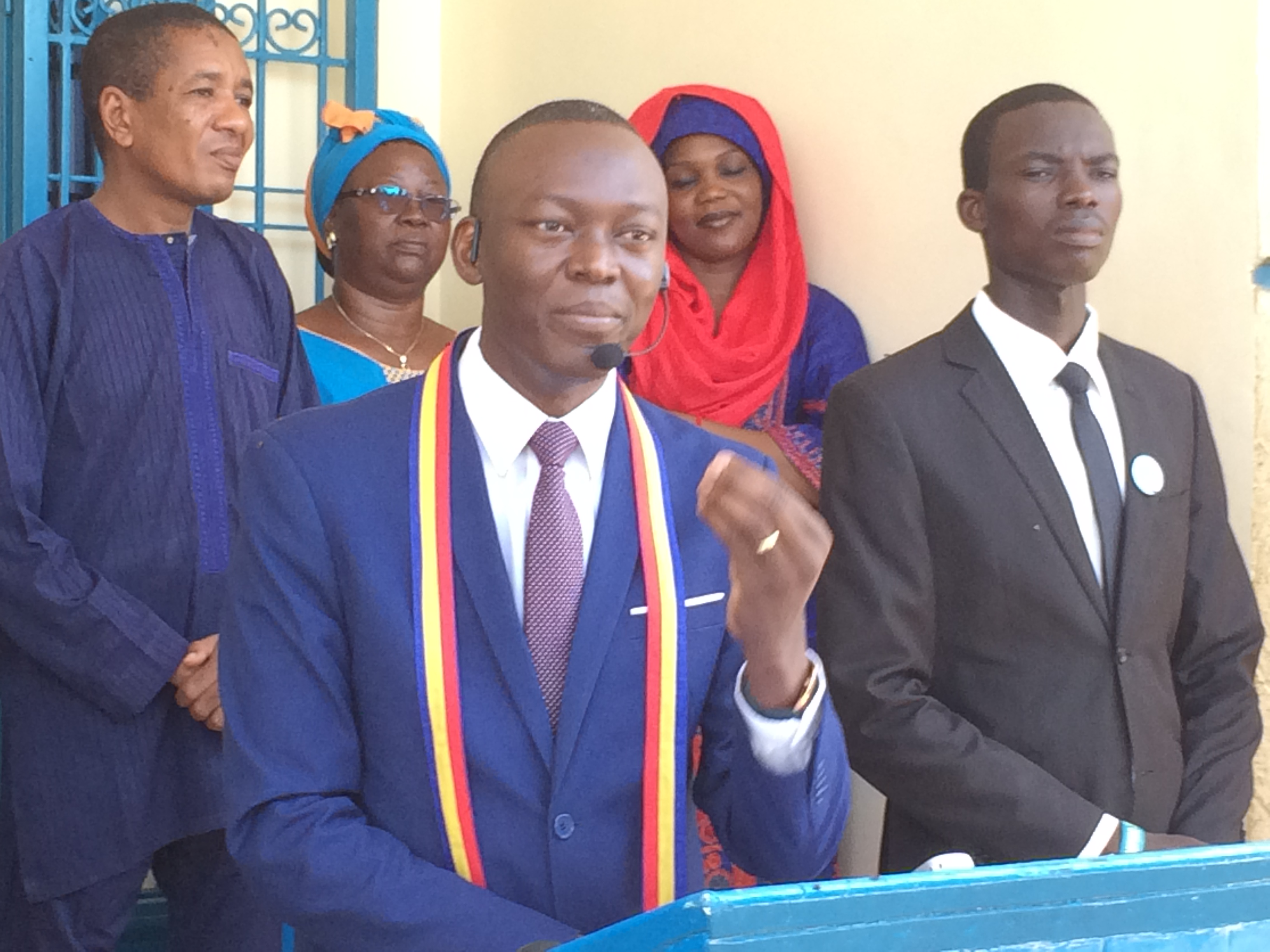
Succès Masra en 2019

#### Fondation des Transformateurs
En 2018, il démissionne de son poste d'économiste en chef à la Banque africaine de développement (BAD) pour se lancer en politique.
Le 29 avril 2018, il lance son mouvement politique, « Les Transformateurs ». Le parti voit le 2 juin 2019 une de ses réunions empêchées par la police, alors qu'il réclame sa légalisation par les autorités. Le parti est finalement légalisé le 14 juin avec une publication au journal officiel. En octobre 2019, le parti appelle à un dialogue national.

#### Mort d'Idriss Déby et symbole de la contestation
En octobre 2020, à quelques mois de l'élection présidentielle tchadienne de 2021, sous couvert de mesures sanitaires face à la pandémie de Covid-19, la police quadrille les sièges de plusieurs partis d'opposition dont celui des Transformateurs. Ceux-ci tentaient d'organiser une réunion commune. Dans le même temps, les rassemblements de campagne du parti au pouvoir sont autorisés. En novembre, la police attaque le siège du parti par du gaz lacrymogène. Le 25 décembre, une manifestation des Transformateurs est interdite et dispersée. Succès Masra, qui réclame aux autorités un dialogue national pour pouvoir participer au scrutin, auquel il ne peut participer du fait de son âge, menace de rendre le pays « ingouvernable ». En février 2021, une nouvelle marche du parti est interdite puis réprimée et Succès Masra trouve refuge à l'ambassade des États-Unis,.
Masra est opposé à la candidature du président Idriss Déby au scrutin du 11 avril 2021. La Constitution tchadienne est modifiée pour l'empêcher de se présenter à l'élection présidentielle. La candidature de Masra à l'élection est refusée.

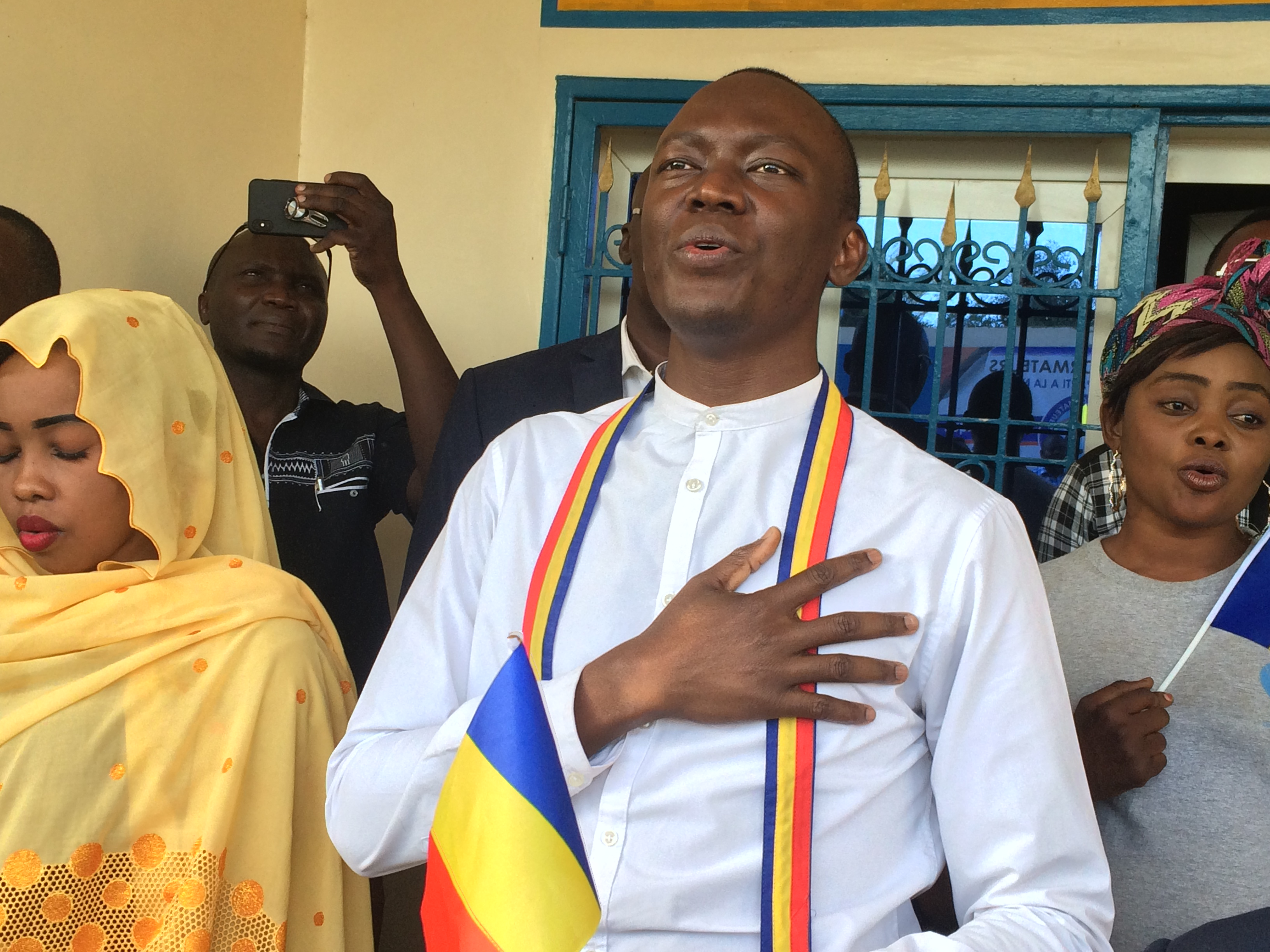
Succès Masra en 2021

Succès Masra rencontre le président Déby le 16 mars 2021. Succès Masra lui propose de surseoir à l'élection présidentielle. Malgré tout, le scrutin se déroule et Idriss Déby Itno est réélu président avec 79,32 % des voix. La légitimité de cette élection est contestée. Le journal français Le Monde dit qu'Idriss Déby a « écarté, légalement ou par la violence et l’intimidation, les ténors d’une opposition divisée ».
La mort d'Idriss Déby est annoncée le 20 avril 2021. Un Conseil militaire de transition (CMT) dirigé par un de ses fils, Mahamat Idriss Déby, commandant de la garde présidentielle, est chargé de le remplacer. Ce CMT n'est pas conforme à la constitution dans le cas d'une transition et Succès Masra dénonce un « coup d'État ». Il appelle à tourner définitivement la page du "système" Déby.
Il prend part aux marches de fin avril 2021 organisées contre le CMT et demandant sa dissolution. Ces manifestations sont réprimées et la répression fait une dizaine de morts.
Le 3 mai 2021, il rencontre avec des membres de son équipe des représentants de l'Union africaine pour échanger autour de la situation au Tchad. Il propose la formation d’un collège sur le modèle malien qui regrouperait, sous la supervision de l’Union africaine, un président chargé de la transition, un vice-président plus spécifiquement chargé des questions sécuritaires au regard de la situation du pays ainsi qu’un premier ministre désigné de manière consensuelle  pour accompagner la transition vers des élections générales.
En octobre 2021, Masra assiste au congrès constitutif du Parti des peuples africains – Côte d'Ivoire (PPA-CI), le nouveau parti panafricaniste de Laurent Gbagbo, à Abidjan et bénéficie d'une large ovation.
Le CMT cherche à mettre en place un « dialogue national inclusif et souverain » dans lequel les principaux acteurs politiques et militaires du pays sont représentés. Masra, au nom des Transformateurs, et la coalition citoyenne Wakit Tama, demandent que des conditions « de confiance » préalables soient adoptées : mise en place d'un référendum sur la prochaine constitution, interdiction aux militaires du CMT de se présenter à la prochaine élection présidentielle et séparation des pouvoirs,. Le dialogue s'ouvre le 20 août 2022 et Les Transformateurs et Wakit Tama refusent d'y participer car ils jugent que le décret qui lance ce dialogue est facilement annulable.
Le 1er septembre, les militants des Transformateurs mènent campagne dans les rues de N'Djaména pour convaincre les habitants de participer à un meeting contre le dialogue national inclusif et souverain prévu le 3 septembre. La police arrête 84 de ces militants (91 selon Masra) pour « trouble à l'ordre public » et « non-respect des textes régissant les manifestations sur la voie publique ». Le siège du parti est peu après encerclé par la police et soumis à un blocus,. Des manifestations se déroulent près du siège du parti, mais elles sont réprimées dans la violence par la police et l'armée et environ 200 militants sont arrêtés. Les représentants de l'Église catholique au DNIS décident de suspendre leur participation au dialogue et d'autres organisations menacent de ne plus participer au DNIS si le blocus n'est pas levé. Les militants sont relâchés quelques jours plus tard, après l'intervention du « facilitateur » pour le dialogue inter-tchadien, Djibrill Bassolé,.
En septembre, Masra est convoqué par la justice. Selon le ministre de la Justice, Mahamat Ahmat Alhabo, Masra a tenu des propos le 5 septembre 2022 demandant aux Tchadiens de « s'attendre au pire » et le procureur l'a donc convoqué. Le 9 septembre, Masra se rend au tribunal accompagné par des milliers de militants de son parti. Son cortège est dispersé par la police qui tire des grenades lacrymogènes et à balle réelle. Les militants repartent vers le siège du parti pour s'y réfugier, mais la police les poursuit et continue à tirer sur les militants. Ces violences sont critiquées à la fois par l'opposition, par la Fédération internationale pour les droits humains mais aussi par le Mouvement patriotique du salut, le parti de l'ancien président Idriss Déby, et, plus tard, par l'Union africaine, l'Union européenne, les États-Unis, l'Allemagne et la France dans un communiqué conjoint. Masra parle de 300 arrestations et d'un millier de blessés. La convocation judiciaire de Masra est suspendue,.

#### Exil au Cameroun puis aux États-Unis
Le 20 octobre 2022, la répression par la junte d'une manifestation s'opposant à la période dite de « transition » fait officiellement 50 morts et 218 selon la Ligue tchadienne des droits de l'homme et l'Organisation mondiale contre la torture. Les États-Unis, craignant pour la sécurité de leur ambassade, refusent qu'il s'y abrite comme en 2021. Alors que la communauté internationale craint son exécution sommaire, elle tente de convaincre le pouvoir tchadien de l'épargner. Masra rentre alors dans la clandestinité et quitte le Tchad, la junte le laissant partir, et se retrouve, dans un premier temps, au Cameroun voisin,, puis se rend dans d'autres pays africains et européens Il s'établit ensuite aux États-Unis. La répression s'abat sur les partisans des Transformateurs, dont le siège pris d'assaut est laissé à l'abandon. Ainsi entre 631 personnes dont 83 mineurs selon le gouvernement et entre 1500 à 2000 personnes selon l'opposition, sont raflés puis emprisonnés en plein déserts et jugés pour « insurrection » lors de procès de masse expéditifs sans avocats,.
Pendant son exil, en vue de permettre son retour, Succès Masra noue des contacts à l'étranger avec des acteurs œuvrant pour une résolution politique de la crise. Des sociétés de lobbyings occidentales plaident aussi en sa faveur dans les chancelleries américaine, française, belge et congolaise.
Le 11 août 2023, Succès Masra annonce son prochain retour au Tchad. En octobre 2023, que la date de retour de Succès Masra est fixée est au 18 octobre, un « mandat d'arrêt international » émis contre lui le 8 août 2023 par le procureur général près la cour d'appel de N'Djaména, Mahamat Elhadj Abba Nana, est rendu public. La justice tchadienne reproche à Succès Masra d'avoir tenu en mai 2023 des propos « incitant à la haine et à la révolte » et d'avoir effectué une « tentative d'atteinte à l'ordre constitutionnel ». Peu après, 72 militants des Transformateurs devant assurer la sécurité de Succès Masra lors de son éventuel retour sont arrêtés et emprisonnés. Le gouvernement interdit aussi aux compagnies aériennes de laisser Masra embarquer dans un de leurs avions à destination d'un aéroport du Tchad.
Le 31 octobre 2023, la médiation facilitée par Félix Tshisekedi, président de la république démocratique du Congo et mandaté par la Communauté économique des États de l'Afrique centrale, obtient un accord, dit « accord de Kinshasa » ou « accord du Toumaï », entre la junte tchadienne et Masra pour le retour de ce dernier au Tchad. Toutefois, aucune date de retour n'est annoncée et le statut du mandat d'arrêt lancé par le Tchad n'est pas éclairci publiquement,.

#### Retour au Tchad puis Premier ministre
Le 3 novembre 2023, Masra rentre à N'Djaména où il est accueilli par deux ministres, Abderaman Koulamallah et Aziz Mahamat Saleh. En échange de ce retour, il s'est engagé à reconnaître les institutions de transition et à accepter le processus électoral. Cependant, l'accord est rejeté par le reste de l'opposition, qui dénonce un « accord de dupes », notamment Yaya Dillo Djérou, qui dénonce l'amnistie des auteurs du massacre d'octobre 2022. La procédure judiciaire à son encontre est toujours en cours, seul le mandat d'arrêt ayant été suspendu. Le même mois, il rencontre Mahamat Idriss Déby, chef de la junte dans une rencontre décrite par les deux parties comme constructive.
Pendant la campagne sur le référendum constitutionnel du 17 décembre 2023, Masra choisit dans un premier temps de ne pas donner son avis. Ce « non-choix » est parfois interprété comme la conséquence de l'accord de Kinshasa entre Masra et Mahamat Idriss Déby. Masra préfère considérer qu'il doit faire des concessions pour la « réconciliation ». Le 11 décembre, Masra appelle toutefois à voter pour la nouvelle constitution proposée par l'exécutif ; même s'il concède que celle-ci n'est pas parfaite, il la considère meilleure que les précédentes. Le rejet du référendum prolongerait la « transition » en cours depuis le coup d'État de 2021 et il estime que le souhait de la population tchadienne est d'éviter une prolongation de cette transition. Il s'engage cependant à amender le texte si son parti arrive au pouvoir,. La nouvelle constitution est approuvée avec près de 86 % des voix.
Le 1er janvier 2024, Succès Masra est nommé Premier ministre, le premier de la nouvelle Ve République. Cette décision ne surprend pas l'opposition, qui accuse Masra d'avoir toujours eu pour ambition de diriger le gouvernement, et qu'il œuvrera à la réélection du président sortant. Il est également critiqué dans les rangs de son parti, de l'opposition, au sein de l'opinion publique, y compris dans la diaspora pour cette volte-face. Sa nomination est aussi perçue comme une partie de l'accord d'octobre. Par ailleurs, le gouvernement, formé en un temps record avant la prise de fonction de Masra, paraît imposé à celui-ci par le pouvoir. Deux vice-présidents du parti obtiennent cependant respectivement le portefeuille de l'Éducation nationale et un secrétariat d'État à la Justice.
L'une de ses premières mesures est de renoncer à son salaire de Premier ministre. Il recrute les membres de son cabinet en lançant des appels à candidature. Confronté à une grève des enseignants, il réussit à mettre fin à celle-ci. Il est également confronté à la corruption, à une crise énergétique, à de l'inflation, de vie, alors que le pays est aussi confronté à des problèmes d'insécurité, à l'accès à l'eau, ainsi que des défis liés au système de santé.
Le 3 mars 2024, Succès Masra annonce sa candidature à l'élection présidentielle du 6 mai 2024. Il est officiellement investi comme candidat de son parti le 10 mars. Le 24 mars 2024, le Conseil constitutionnel valide sa candidature à l'élection présidentielle. La campagne électorale est marquée par le duel entre un Mahamat Idriss Déby en quête de légitimité électorale et son principal rival, Succès Masra, qui mène une véritable campagne, au point de susciter l'inquiétude des observateurs dans le contexte d'une instabilité croissante de la région. Tout comme Mahamat Idriss Déby, Masra rassemble des milliers de personnes lors de ses meetings,. Meilleur orateur, Masra est le favori des sondages. L'issue du scrutin est cependant jugée largement sous le contrôle des caciques du régime, qui gardent la main sur les institutions électorales du pays.

#### Défaite à l'élection présidentielle et contestation des résultats
Le 9 mai 2024, Succès Mara (18,53 % des suffrages) est battu dans les urnes par Mahamat Idriss Déby (61,03 %), le président de la transition,.
Le 13 mai 2024, Succès Masra conteste les résultats et demande l'annulation du scrutin présidentiel. Le 22 mai, Succès Masra présente sa démission et celle de son gouvernement.
Le 20 octobre 2024, dénonçant un scrutin joué d'avance, Succès Masra annonce que son parti boycottera les élections législatives de 2024. En novembre 2024, il qualifie ces élections de « mascarade » et accuse la France de « freiner » le processus démocratique en soutenant le président Mahamat Idriss Déby.

#### Arrestation et condamnation
Masra est arrêté le 16 mai 2025. Il est accusé par la justice d'« incitation à la haine », « complicité d'assassinat », « incendies volontaires » et « profanation de sépultures ». La justice lui attribue un rôle dans l'attaque du village de Mandakao dans le Logone-Occidental le 14 mai. Cette attaque fait 42 morts. Le 21 mai, Succès Masra est inculpé par la justice et placé en détention. Pour les avocats de Masra, il s'agit d'une enquête politique et le message audio qui sert à l'accusation datant de 2023, il est couvert par l'aministie présente dans l'accord de Kinshasa du 31 octobre 2023,. Le 23 juin 2025, Succès Masra annonce commencer une grève de la faim pour dénoncer sa détention. Il l'arrête une semaine plus tard,,. En juillet 2025, la chambre d'accusation rajoute les chefs d'accusation de « diffusion des messages de nature raciste et xénophobe », d'« assassinat », et d'« associations de malfaiteurs » à l'encontre de Succès Masra. Le dossier est renvoyé devant la chambre criminelle. Dans le procès du massacre de Mandakao, perpétré le 14 mai 2025, l'accusation requiert, le 8 août 2025, 25 ans de prison contre Succès Masra. Le lendemain, il est condamné à 20 ans de prison ferme et 1 milliard de francs CFA de dommages et intérêts. Il fait appel. 74 autres personnes sont accusées dans ce procès et 64 d'entres elles sont aussi condamnées à 20 ans de prison ferme. Human Rights Watch dénonce un procès inéquitable et une justice utilisée à des fins politiques,.
Après sa condamnation en première instance, Masra réorganise le parti et nomme Bedoumra Kordjé, « conseiller stratégique senior » avec statut de vice-président. Ce dernier dirige le parti de manière collégiale,.

## Publications
- Tchad, éloge des lumières obscures, co-écrit avec Béral Mbaïkoubou (Éditions L'Harmattan, 2009)[76]
- Les héritiers de Madiba, (CreateSpace, 2016)
- Les ABCD du leadership, (Rhema Publications, 2017)[77]
- Au nom de Dieu et Allah, (Rhema Publications, 2019)
- Le courage de la liberté, (Rhema Publications, 2022)[78]